# Меремяэ (волость)
Ме́ремяэ (эст. Meremäe) — бывшая волость в Эстонии в составе уезда Вырумаа.

## Положение
Площадь волости — 132 км², численность населения на  1 января 2006 года составляла 1195 человек. Административным центром волости была деревня Меремяэ. Всего в состав волости входило 88 деревень, в их числе Обиница — культурная столица финно-угорского мира.
Волость была образована 22 мая 1922 года. Входила в состав исторического уезда Петсеримаа. После административно-территориальной реформы 2017 года вошла в состав новой волости Сетомаа.

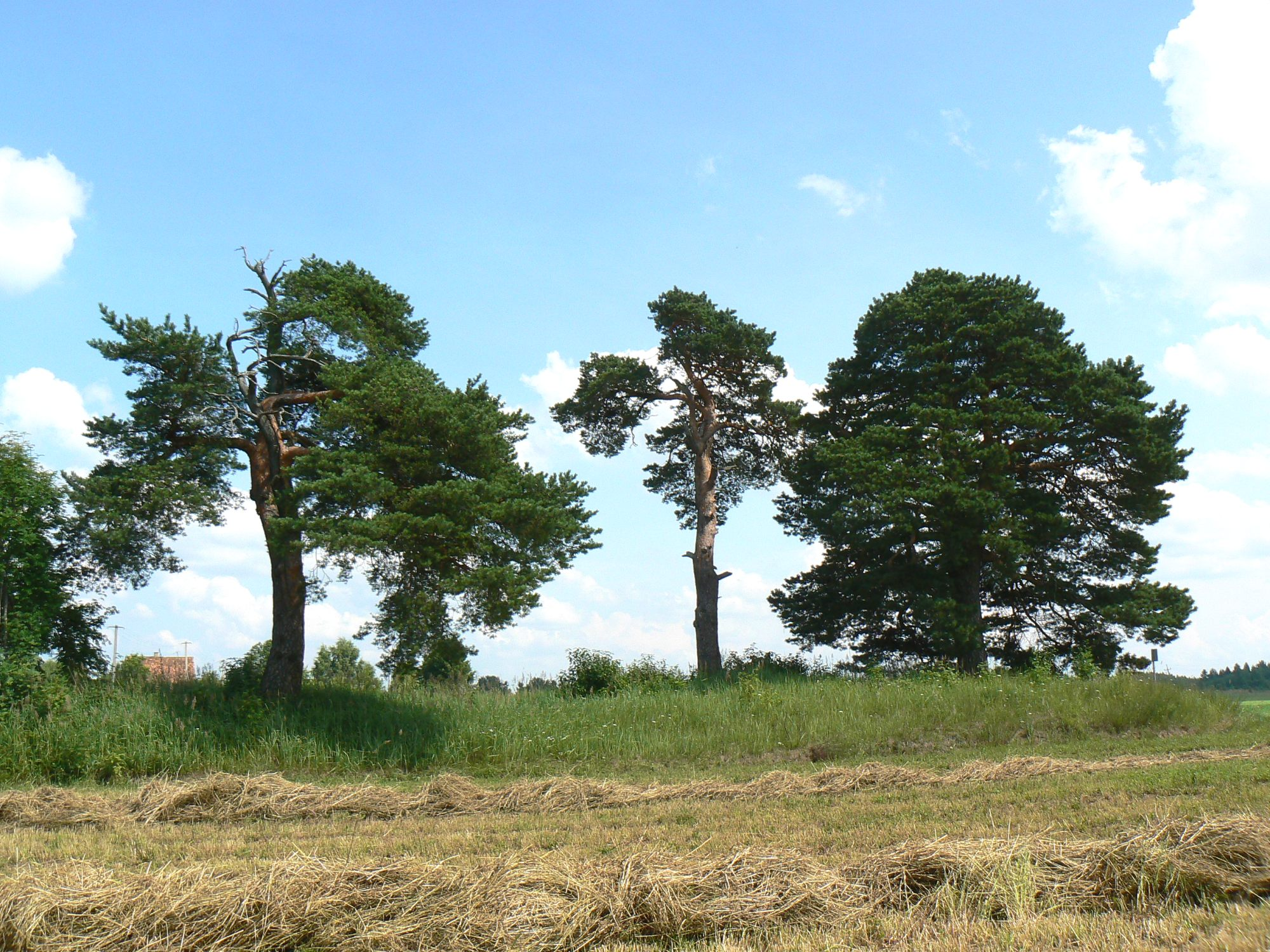
Природоохранный объект — сосны Меремяэ в деревне Меремяэ
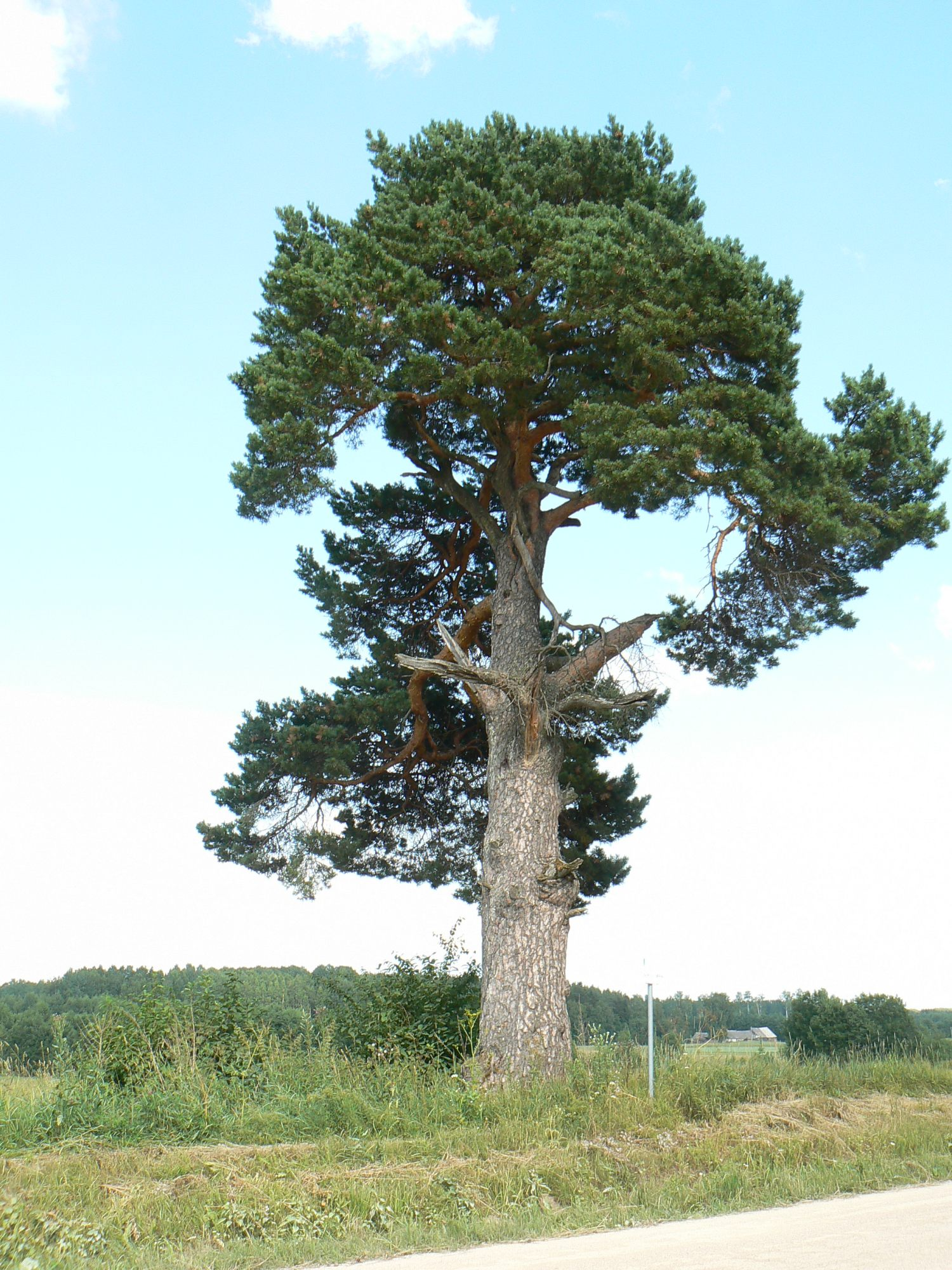
Природоохранный объект — сосна Тсыргу в деревне Тсыргу